# 12국기의 등장인물
십이국기의 등장인물에서는 오노 후유미의 소설 《십이국기》시리즈 및 이것을 원작으로 하는 애니메이션에 등장하는 인물을 열거한다.

## 경국(경동국[慶東國])
나카지마 요코 (中嶋 陽子)
성우 : 히사카와 아야 / 이현선
현 경왕(景王). 연호는 적락(赤樂). 붉은색 머리카락과 녹색의 눈동자와 거무스름한 피부가 특징. 현대의 일본(봉래)에서 태어나서 자란 고등학생이지만, 실은 태과로, 왕기에 이끌려 봉래로 건너 온 케이키에 의해 십이국 세계에 돌아와, 라크슌과 연왕의 도움을 받아 위왕과 각왕의 계획을 부수고 경국의 왕이 된다. 관리에서는 세키시(赤子)라고 하는 호가 주어지며 츄우요우시(中陽子)의 이름으로 시정에 나오기도 한다. 경국에서는 최근의 몇년동안 무능한 여왕이 계속되었기 때문에, 처음에는 관리에게도 백성에게도 신용이 전혀 없었지만, 화주의 난(수은)에 참여하여 개혁정치의 발판을 마련한다. 봉래에 있었을 때에는 사람들에게 미움받기 싫어 다른 사람의 안색이나 눈치를 살피며 행동하며 지내왔다. 십이국에 온 당초에도 매우 내성적이고 나약한 성격에 믿은 인간에게 배신당한 일로 모든 사람들을 불신하였지만 라크슌과 만나면서 사람을 믿는 마음을 되찾으며, 늠름하고 강인한 여성으로 성장한다. 따뜻한 마음씨의 소유자지만, 겉으로 크게 드러나지 않는데다 다소 불만가득한 인상쓴 표정이라 라크슌에게는 무뚝뚝하다고 평 해진다. 봉래에서는 부모님께 여자아이다움을 강요당하고 있었지만, 십이국의 세계로 오면서 남장을 하고 있었던 때가 있어서인지 집무 중에는 수수한 복장을 좋아하며 시정에 나올 때는 남자같은 모습을 하고 있어 성격이나 말투도 그렇고 남자로 오해받는 일도 적지 않다. 관리에게는 '여자의 향기가 부족한 채 왕이 되었다'고 평 되지만 본인은 그다지 신경쓰지 않는 듯.  복장, 예의 등 고향과는 다른 십이국의 관습이나 신분이 여전히 적응이 잘 안되는 듯하다.
케이키 (景麒)
성우 : 코야스 타케히토 / 김승준
경국의 기린. 경국의 재상을 맡으며 수도주, 영주의 주후도 겸한다. 엷은 금빛의 머리카락을 가졌으며 외관은 20대 후반의 남성. 기린의 본성인 자비로운 마음을 가지고 있지만, 무표정하고 과묵한 모습에 냉철한 성격으로 보이기도 한다. 요코가 왕이 되기 전에는 예왕(쇼가쿠)을 모셨기에 요코는 두 번째의 왕이다. 천성적으로 매우 고지식하고 성실한 성격이라 자주 연왕이나 엔키에 놀림당하기도 한다. 타이키와 교류를 통해서 사람에게 다정하게 대하는 법을 배우지만, 그것이 애석하게도 예왕의 실도의 원인이 된다.
여사 쇼우케이(전 방국 예왕의 공주)
여어 오오키 스즈(해객, 전 재국 비선 취미군의 하인)
총재 코우칸(전 맥주후)
태사 송백(엔호)
사이보우(화주후)
금군 좌장군 세이신(칸타이)
라크슌 (楽俊)
성우 : 스즈무라 켄이치 / 변현우
성명은 장청. 반인반수로, 쥐 쪽이 옷을 안입어도 되는 등 간편하고 편안해서 쥐의 모습을 하고 있는 것이 대부분이다. 반수일 때 키는 요코의 명치 정도로 어린아이 같이 보이지만, 진짜 나이는 22세이다. 사람일 때 모습은 중간정도의 키에 조금 마른 편이다. 성격은 굉장히 선하고 싹싹하며 세상물정에도 밝다. 교국에서 반수는 호적도 주어지지 않고 학교에도 들어갈 수 없어, 독학으로 면학에 힘쓴 노력가. 
교국에서 지쳐 쓰러진 요코를 구하고 친구가 되어, 요코와 함께 안국으로 향한다. 연왕의 추천으로 안국의 대학에 추천 되며, 입학하는 것도 상당히 어려운 대학에 수석으로 합격한다. 애니메이션에서는 마지막에 경국의 대학에 편입한다. 경국의 연호, 적락의 락은 라크슌의 이름에서 딴 것이다.

## 교국(교주국[巧州國])
교국의 전 왕이었던 각왕은 해객(일본인을 지칭)이 왕위에 오르면 나라가 부강해진다는 생각을 가지고 있었다. 소설이나 애니메이션 상에서도 자신의 치세기간(약 70년)보다 안주국의 연왕 쇼류의 치세기간(500년 이상)이 긴 것에 열등의식을 가지고 있었다. 따라서 바로 이웃나라인 경국의 새 왕이 봉래(일본)출신이라는 점을 경계하게 되어 새로운 경국 왕의 즉위를 저지하기 위해 경국에 교국의 괴뢰정권(왕으로는 전 경국 왕인 여왕의 동생)을 세우기까지 이르렀다.
현재는 실도로 인해 각왕과 코우린 모두 사망. 소설과 애니메이션에서 사망에 이르는 과정이 차이가 있다.
각왕
코우린

## 안국(안주국[雁州国])
12국 중에서 주국 다음으로 융성한 나라. 연왕(본명 코마츠 나오타카, 센고쿠다이묘 출신)이 5세기째 통치하고 있다.
봉래(일본)에 있던 코마츠 나오타카를 엔키(로쿠타)가 데리고 왔다. 500년전 선대 효왕(梟王)이 정신병이 들어 군사를 동원해 국민을 학살하고 나라는 폐허가 되어 초창기에는 어려움도 있었으나 무사히 위기를 넘기고 지금은 안정적인 나라. 봉래에서 식을 통해 12국으로 넘어온 사람들과 반수(半獸)에게 우호적이며 유일하게 요마를 기수와 가축에 포함하고 있는 나라다.
연왕 쇼류
엔키 (로쿠타)

## 방국(방극국[芳極国])
진시황식 공포 정치로 30여만 명의 백성이 처형되었으며, 급기야 주후(州侯)들의 봉기가 일어나 왕과 기린이 제거되었다.
하나 있던 공주는 혜주후의 배려로 마을에 신분을 숨기고 내려가 살았으나 정체가 발각되어 신변의 위험을 느끼게 되었으며, 이로 인해 혜주후가 공국으로 보냈다. 공국 왕실에서 일하다 왕실 보석을 훔쳐 도망쳤으며, 이후 라크슌을 만나고 경으로 간다. 처음에는 철없는 공주에 지나지 않았으나 라크슌을 만난 후 많은 변화를 갖게 되고 이후 경왕(세키시)의 측근이 되어 경국에서 일하게 된다.
혜주후 겟케이
반정을 일으켜 나라를 바로잡았다. 전왕을 시해할때 기린도 아울러 처형하였다.
방국 공주 쇼우케이

## 대국(대극국[戴極国])
기린 타이키(본명 타카사토 카나메)의 옹립으로 태왕(본명 사쿠 교소우)이 즉위하였다.
타이키는 보통 기린이 금발인 것과 다르게 흑발을 가진 흑기이다. 난과(태어나기 전 열매상태)일 때 식이 발생해 봉래(일본)로 넘어갔다가 가까스로 다시 돌아오게 되었다. 때문에 기린이라는 자신의 정체성에 대해 혼란을 많이 느꼈다.
태왕과 함께 행복한 한때를 보내는 듯하였으나 대국에서 반란이 일어나면서 태왕의 생사는 알 수 없게 되었으며 타이키도 다시 봉래로 넘어가 기억을 잃은 상태로 살아가고 있다(애니메이션). 소설에서는 타이키가 다시 돌아와 경국의 도움을 받아 다시 대국으로 돌아가려고 하는 내용까지 진행되었다.
태왕 교소우
타이키 코우리(타카사토 카나메)
서주사 장군 리사이

## 주국(주남국[奏南国])
보통은 왕이 나라를 다스린다 생각하지만, 주국의 같은 경우는 종왕이 가족들을 존중하고 의견을 정리하여 일을 결정하는 식이다. 그렇게 해서 12국중 가장 오래된 600년 정도의 치세로, 곧 12국 역사상 가장 오래된 나라가 된다.
종왕 센신
소우린 쇼쇼우
왕후 메이키
영청군 리타츠
문공주 분키
탁랑군 리코우

## 범국(범서국[範西国])
범 재위 300년,옥이나 금은 등의 세공에서는 12국중 제일. 고세삼과 홍용경이라는 보물을 가지고있다. 왕의 취향이 아주 고상하다.
범왕 고란죠우
범린 리세츠

## 류국(류북국[柳北国])
작중에서 류우키가 실도에 든 것 같다는 이야기가 나온다. 연안에서 요마가 출몰하는 불안정한 나라.
날씨가 추워 지하에 집을 짓고 산다.
류왕 로호우
류우키

## 공국(공주국[恭州国])
여왕(슈쇼우)이 다스리고 있다. 슈쇼우는 대상의 딸이었지만 공국에서 27년 동안 왕이 나오지 않자 12살의 나이로 가출하여, 승산하였다. 승산중에 천선인 견량진군과 주국 태자인 리코우에게 도움을 받았다. 지금까지의 치세는 90년. 깍쟁이같은 모습에 건방진 모습으로 일관하지만, 똑부러지는 성격으로 어린 모습과는 다르게 공국을 잘 다스리고 있다.
공왕 슈쇼우
쿄우키
공국의 기린으로 27년동안이나 왕을 찾지못해 봉산에 머물렀다. 왕기를 가진 자가 승산했음을 알고 여선과 함께 찾아가 서약을 했다.
서약할 당시 슈쇼우로부터 늦게 왔다는 이유로 따귀를 맞았다.

## 재국(재주국[才州国])
채왕 (신시 코우코 시쇼우의 양어머니이자 숙모)
사이린 요우란
시쇼우(실도 후 양위-화서지몽편-)

## 연국(연극국[漣極国])
염왕이라 알려져 있는 '오우 세이타쿠'는 전직이 농부였으며, 지금 렌린에게 선택받아 왕이 된거까지만 소설측에선 밝혀졌다. 조금더 보태자면, 그는 소탈한 성격의 소유자로, 궁 안에 그의 과수원도 따로 있으며, 거구의 체구를 가진것으로 알려져 있다.
염왕 오우 세이타쿠
렌린

## 순국(순극국[舜極國])
순왕
슈운키

## 봉산
천선옥녀벽하현군·교크요 (天仙玉女碧霞玄君・玉葉)
요우카 (蓉可)
테이에이 (禎衛)
쇼우슌 (少春)

## 봉래
12국기의 세계에서 전해지는 허해바다 동쪽 끝의 이상향.
일본. 종종 식이 일어날 때 해객이 넘어오기도 한다.
스기모토 유카
아사노 이쿠야

## 곤륜
봉래와 마찬가지로 이상향.
중국. 종종 산객이 넘어오고는 한다.